# 1944 no desporto

## Eventos
- Pela terceira vez não houve XIII Jogos Olímpicos em Londres, devido à Segunda Guerra Mundial.[1]
- 9 de janeiro - Fundação do São Carlos Clube em São Carlos.
- 10 de junho - É inaugurado o Estádio Nacional Português no vale do Jamor.
- 1 de outubro - É fundado o Social Futebol Clube, em Coronel Fabriciano - MG - Brasil, então distrito do município de Antônio Dias.

## Nascimentos

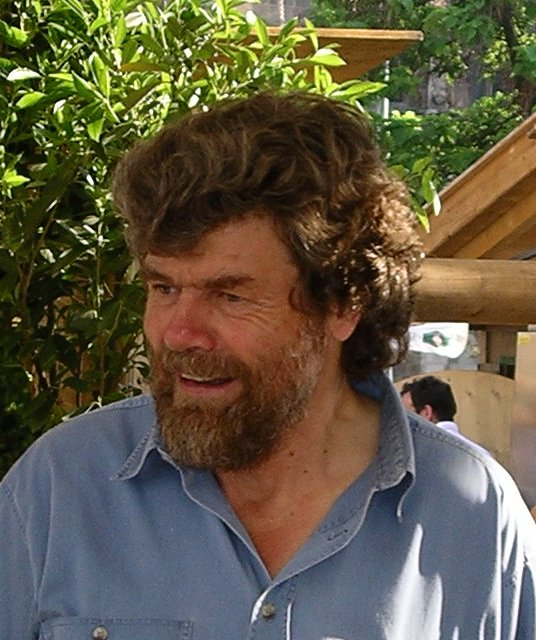
Reinhold Messner (n. 17 de setembro).

| Data            | Nome                  | Profissão                            | Nacionalidade               | Observações | Ref    |
| --------------- | --------------------- | ------------------------------------ | --------------------------- | ----------- | ------ |
| 25 de janeiro   | Jacinto João          | futebolista                          | Portugal                    | m. 2004     | [ 2 ]  |
| 14 de fevereiro | Ronnie Peterson       | piloto de Fórmula 1                  | Suécia                      | m. 1978     | [ 3 ]  |
| 16 de fevereiro | Regine Heitzer        | patinadora artística                 | Áustria                     |             |        |
| 25 de fevereiro | François Cévert       | piloto de Fórmula 1                  | França                      | m. 1973     | [ 4 ]  |
| 28 de fevereiro | Sepp Maier            | futebolista                          | Alemanha Ocidental          |             |        |
| 4 de março      | Harvey Postlethwaite  | engenheiro e diretor técnico         | Inglaterra                  | m. 1999     | [ 5 ]  |
| 4 de abril      | Nelson Prudêncio      | alteta, triplo saltador              | Brasil                      | m. 2012     | [ 6 ]  |
| 16 de abril     | Wendy Griner          | patinadora artística                 | Canadá                      |             |        |
| 5 de maio       | Douglas Ramsay        | patinador artístico                  | Estados Unidos              | m. 1961     | [ 7 ]  |
| 9 de maio       | Alcir Portela         | jogador e técnico de futebol         | Brasil                      | m. 2008     | [ 8 ]  |
| 9 de maio       | Laurence Owen         | patinadora artística                 | Estados Unidos              | m. 1961     | [ 7 ]  |
| 19 de maio      | Gregory Kelley        | patinador artístico                  | Estados Unidos              | m. 1961     | [ 7 ]  |
| 23 de maio      | John Newcombe         | tenista                              | Austrália                   |             |        |
| 7 de junho      | Eurico Miranda        | dirigente desportivo                 | Brasil                      | m. 2019     | [ 9 ]  |
| 22 de junho     | Malcolm Cannon        | patinador artístico                  | Reino Unido                 |             |        |
| 17 de julho     | Carlos Alberto Torres | jogador                              | Brasil                      | m. 2016     | [ 10 ] |
| 27 de julho     | Jean-Marie Leblanc    | ciclista                             | França                      |             |        |
| 9 de agosto     | Patrick Depailler     | piloto de Fórmula 1                  | França                      | m. 1980     | [ 11 ] |
| 13 de agosto    | Divina Galica         | atleta olìmpica e piloto de corridas | Inglaterra                  |             |        |
| 7 de setembro   | Bora Milutinović      | treinador de futebol                 | Sérvia (atual) · Iugoslávia |             |        |
| 14 de setembro  | Günter Netzer         | futebolista                          | Alemanha Ocidental          |             |        |
| 17 de setembro  | Reinhold Messner      | alpinista                            | Itália                      |             |        |
| 6 de outubro    | José Carlos Pace      | piloto de automobilismo              | Brasil                      | m. 1977     | [ 12 ] |
| 9 de outubro    | Ronald Joseph         | patinador artístico                  | Estados Unidos              |             |        |
| 13 de outubro   | Gianni Bonichon       | piloto de bobsled                    | Itália                      | m. 2010     | [ 13 ] |
| 7 de novembro   | Luigi Riva            | futebolista                          | Itália                      | m. 2024     | [ 14 ] |
| 5 de dezembro   | Renato                | ex-goleiro                           | Brasil                      |             |        |
| 17 de dezembro  | Ferenc Bene           | futebolista                          | Hungria                     | m. 2006     | [ 15 ] |
| 25 de dezembro  | Jairzinho             | futebolista                          | Brasil                      |             |        |

## Mortes
| Data          | Nome           | Profissão  | Nacionalidade       | Observações | Ref |
| ------------- | -------------- | ---------- | ------------------- | ----------- | --- |
| 22 de outubro | Arthur Blake   | atleta     | Estados Unidos      | n. 1872     |     |
| 27 de junho   | Vera Menchik   | enxadrista | Rússia · Inglaterra | n. 1906     |     |
| 9 de novembro | Frank Marshall | enxadrista | Estados Unidos      | n. 1877     |     |